# 根德街 (渥太華)

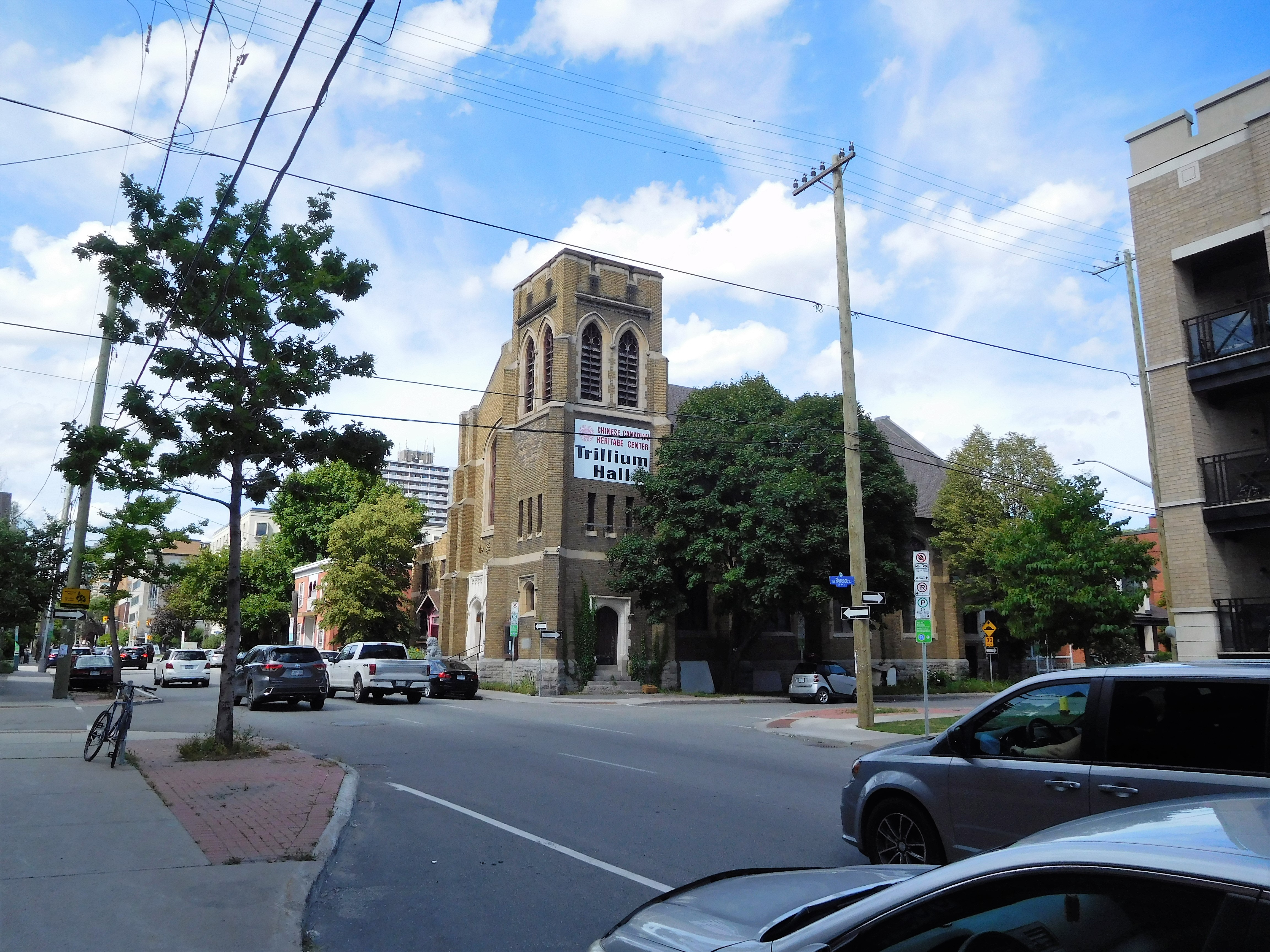
根德街夾翡冷翠街路口

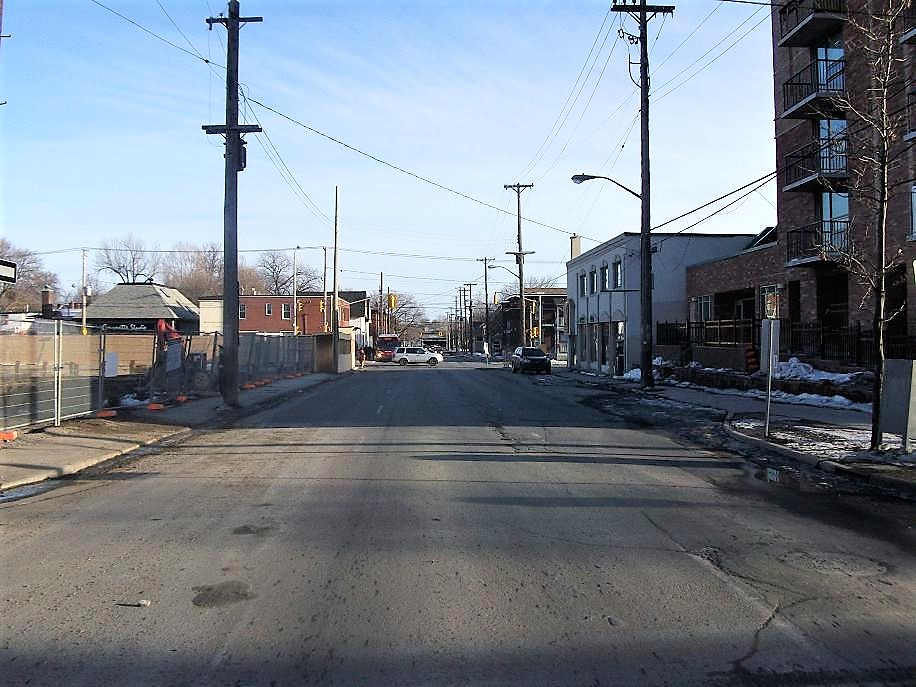
翡冷翠街南望根德街

根德街（英語：Kent Street）是加拿大安大略省渥太華市中心的一條主要街道。該街道位於銀行街以西一街區，單程向北延伸。街道南始女皇道，北迄威靈頓街。這條街的店面比銀行街少。市中心以南主要是中小型寫字樓，還有一些餐館及住宅。街道的北部有幾座大型辦公大樓，主要是政府大樓。
根德街沿線的建築物有：
- 加拿大最高法院
- 聖巴德利爵聖殿

## 外部連結
维基共享资源上的相關多媒體資源：根德街